# Église morave Friedensthal de Christiansted
L'église morave Friedensthal, également connue sous le nom de Mission Friedensthal (en français Mission Vallée de la Paix), est une église dépendante des Frères moraves située à Christiansted dans les Îles Vierges des États-Unis.

## Historique
L'église morave Friedensthal, une église de mission, une des premières missions moraves dans les Îles Vierges, a été fondée par les Frères moraves dans les années 1750 dans le but d'être un lieu de culte et de prière pour les esclaves africains. En 1807, les Frères moraves acquirent un terrain et la première pierre fut posée en 1807. Sa construction fut retardée en raison des perturbations causées par l'occupation britannique des Îles Vierges entre 1807 et 1815. L'église, achevée le 12 février 1819, comptabilisait en 1854 environ deux mille fidèles.
La maison paroissiale, ou presbytère, a été construite dans les années 1830 pour servir à la fois d'école et de logement.

## Architecture
L'église morave Friedensthal est une combinaison d'éléments néo-gothiques et classiques et constitue l'un des plus grands édifices à ossature des Îles Vierges.

## Complexe
Le complexe religieux comprenait plusieurs bâtiments, notamment un manoir (construit en 1830) de quatorze mètres sur 19,1 mètres, une église (1852), un quartier et une cuisine d'esclaves et une école.